# オムニ・サイト・シーイング
『オムニ・サイト・シーイング』(omni Sight Seeing)は、細野晴臣の13作目のオリジナル・アルバム。
タイトルの『omni Sight Seeing』とは「全方位観光」という意味である。

## 背景
前作『エンドレス・トーキング』から4年ぶりのスタジオ・アルバムで、EPIC/SONY RECORDS移籍後初となる作品として発表された。
この頃に注目されていた「ワールド・ミュージック」に傾倒し、アラブのミュージシャンとのセッション、コラボレーションによって出来た作品。
1990年1月20日、このアルバムの制作風景を取材したNHKスペシャル、『熱砂の響き〜細野晴臣の音楽漂流〜』が放送された。

## リリース
1989年7月21日にEPIC/SONY RECORDSからリリースされた。
2008年12月17日にSony Music DirectのGT musicレーベルから、細野自身による監修のもとでリマスターが施され、完全生産限定盤としてデジパック仕様で再リリースされる予定だったが、2009年1月28日に延期された。
2018年8月10日、アメリカ合衆国のレーベル、「ライト・イン・ジ・アティック・レコード」よりアメリカ盤（CD、LP）リリース。
2020年11月3日にSony Music DirectのGREAT TRACKSレーベルから、バーニー・グランドマンによってカッティングされたLPレコードがリリースされ、11月4日にはGT musicレーベルから、砂原良徳によるリマスタリングが施されたSACDハイブリッド仕様で再リリースされた。

## 収録曲

### CD／SACDハイブリッド
| #         | タイトル                           | 作詞                                                           | 作曲                                                           | 時間  |
| --------- | ---------------------------------- | -------------------------------------------------------------- | -------------------------------------------------------------- | ----- |
| 1.        | 「ESASHI」(エサシ)                 | 北海道民謡                                                     | 北海道民謡                                                     | 1:50  |
| 2.        | 「ANDADURA」(アンダドゥーラ)       | 細野晴臣                                                       | 細野晴臣                                                       | 6:23  |
| 3.        | 「ORGONE BOX」(オルゴン・ボックス) | 細野晴臣                                                       | 細野晴臣                                                       | 6:05  |
| 4.        | 「OHENRO-SAN」(オヘンロ・サン)     |                                                                | 細野晴臣                                                       | 2:44  |
| 5.        | 「CARAVAN」(キャラヴァン)          | アーヴィング・ミルズ、デューク・エリントン、ファン・ティゾール | アーヴィング・ミルズ、デューク・エリントン、ファン・ティゾール | 4:16  |
| 6.        | 「RETORT」(レトルト)               | 細野晴臣                                                       | 細野晴臣                                                       | 3:33  |
| 7.        | 「LAUGH-GAS」(ラフ・ガス)          | - 細野晴臣 - 訳詞: ぬのいともこ                                | 細野晴臣                                                       | 11:26 |
| 8.        | 「KORENDOR」(コレンドア)           |                                                                | 細野晴臣                                                       | 5:25  |
| 9.        | 「PLEOCENE」(プリオシーヌ)         | - 細野晴臣 - 訳詞: 肥田慶子                                    | 細野晴臣                                                       | 6:12  |
| 合計時間: | 合計時間:                          | 合計時間:                                                      | 合計時間:                                                      | 47:54 |

### LPレコード
| #         | タイトル                           | 作詞                                                           | 作曲                                                           | 時間  |
| --------- | ---------------------------------- | -------------------------------------------------------------- | -------------------------------------------------------------- | ----- |
| 1.        | 「ESASHI」(エサシ)                 | 北海道民謡                                                     | 北海道民謡                                                     | 1:50  |
| 2.        | 「ANDADURA」(アンダドゥーラ)       | 細野晴臣                                                       | 細野晴臣                                                       | 6:23  |
| 3.        | 「ORGONE BOX」(オルゴン・ボックス) | 細野晴臣                                                       | 細野晴臣                                                       | 6:05  |
| 4.        | 「OHENRO-SAN」(オヘンロ・サン)     |                                                                | 細野晴臣                                                       | 2:44  |
| 5.        | 「CARAVAN」(キャラヴァン)          | アーヴィング・ミルズ、デューク・エリントン、ファン・ティゾール | アーヴィング・ミルズ、デューク・エリントン、ファン・ティゾール | 4:16  |
| 6.        | 「RETORT」(レトルト)               | 細野晴臣                                                       | 細野晴臣                                                       | 3:33  |
| 合計時間: | 合計時間:                          | 合計時間:                                                      | 合計時間:                                                      | 24:51 |

| #         | タイトル                   | 作詞                            | 作曲      | 時間  |
| --------- | -------------------------- | ------------------------------- | --------- | ----- |
| 1.        | 「LAUGH-GAS」(ラフ・ガス)  | - 細野晴臣 - 訳詞: ぬのいともこ | 細野晴臣  | 11:26 |
| 2.        | 「KORENDOR」(コレンドア)   |                                 | 細野晴臣  | 5:25  |
| 3.        | 「PLEOCENE」(プリオシーヌ) | - 細野晴臣 - 訳詞: 肥田慶子     | 細野晴臣  | 6:12  |
| 合計時間: | 合計時間:                  | 合計時間:                       | 合計時間: | 23:03 |

## 楽曲解説
1. ESASHI (エサシ)
  - タイトルの「エサシ」は江差追分から引用した。
  - 細野が1988年に『NHKのど自慢』を見ていたところ、北海道江差町から来た当時14歳の木村香澄が歌った江差追分が忘れられず、彼女を探し出し、アカペラで録音したという[7]。
2. ANDADURA (アンダドゥーラ)
  - ジャンルとしては「アラブ音楽」である。
  - ボーカルは、アラブ系シンガーのアミナ（ライナーノーツでは「Amina Ben Mustapha」となっている）と細野の二人である[7]。
3. ORGONE BOX (オルゴン・ボックス)
  - タイトルはヴィルヘルム・ライヒが発見したオルゴンの事である。
  - 曲は「クラウドバスター」について歌っている。(詳しくはオルゴンを参照)
4. OHENRO-SAN (オヘンロ・サン)
  - タイトルの「Ohenro」は「お遍路」の事である。
  - 吉田喜重監督の『人間の約束』に使われた曲の一部を収録している。
5. CARAVAN (キャラヴァン)
  - 細野本人曰く「引用の集大成、ゴースト・ミュージシャンによるゴースト・バンド」、レス・ポールとデューク・エリントンの名前がクレジットされているが、これはシミュレートで、実際に演奏してレコーディングした訳ではない。
6. RETORT (レトルト)
  - 歌詞カードには歌詞が掲載されているが、本人は「私にはどうも上手く歌えないので、いつかどなたかに歌曲版を録音していただこうと思っております。」と解説している[7]。
  - 2017年発売の自身のアルバム『Vu Jà Dé』に「Retort～Vu Ja De ver.～」（M11）として歌曲版セルフカバーが収録。
7. LAUGH-GAS (ラフ・ガス)
  - 歌詞はフランス語で歌は「Amina Ben Mustapha」が歌っている[7]。
8. KORENDOR (コレンドア)
  - 本人曰く「日本の田園の中でピアノを弾く、気が狂った宇宙人」と言うイメージ。
9. PLEOCENE (プリオシーヌ)
  - 1985年に公開された映画『銀河鉄道の夜』で使われた楽曲「プリオシン海岸」を発展させたものである。
  - ボーカルは細野と福澤もろの二人が歌っている。

## 参加ミュージシャン
| ESASHI (エサシ) - 木村香澄 : Main Vocal - 川崎マサ子 : Chorus - 本條昌也 : Ai-no-te and Chorus - コシミハル : Backing Chorus - Zouhir Gouja : Accordion - Julien Weiss : Quanoon - 本條秀太郎 : Orientation ANDADURA (アンダドゥーラ) - Amina Ben Mustapha : Arabic Vocal - Zouhir Gouja : Accordion - Julien Weiss : Quanoon - 福澤もろ : Chorus - 川村万梨阿 : Chorus - コシミハル : Chorus ORGONE BOX (オルゴン・ボックス) - Harry Hosono : Voice - コシミハル : Chorus - TR-808 : Rhythm OHENRO-SAN (オヘンロ・サン) - Harry Hosono : Prepared Piano, Sanu-kite CARAVAN (キャラヴァン) - Duke Ellington : Piamo, Horn Session - Les Paul : E.Guitar, Rhythm Arrangement - Gene Klupa : Drum Solo - 清水靖晃 : Sax Solo - Harry Hosono : Vocal in Japanese-English style - 木本靖夫 : DX-7 - コシミハル : Hearing | RETORT (レトルト) - Harry Hosono : Celeste - コシミハル : Junior Hohner & additional Arrangement - 上野耕路 : Orchestrations(original for strings) LAUGH-GAS (ラフ・ガス) - Amina Ben Mustapha : Arabic Vocal - Zouhir Gouja : Accordion - Julien Weiss : Quanoon - ぬのいともこ : French Voice - Unknown Children : Laughing - Miharuomi : Synthes - TR-808 : Rhythm - E.M.S : Bass KORENDOR (コレンドア) - Hosonoid : Piano Solo - Evansoid : Orchestration PLEOCENE (プリオシーヌ) - Harry Hosono : Vocal, Kaya-gum - 福澤もろ : Chorus - 川崎マサ子 : Chorus - 本條昌也 : Chorus - コシミハル : Electric Piano - 本條秀太郎 : Chorus Arrangement |